# Гульахмедова, Саодат
Саодат Гульахмедова, другой вариант фамилии — Гулахмедова (узб. Saodat Gulahmedova; 1937 год, Адигенский район, Грузинская ССР) — хлопковод, звеньевая колхоза имени Хрущёва Букинского района, Ташкентская область, Узбекская ССР. Герой Социалистического Труда (1957).

## Биография
Родилась в 1937 году в крестьянской семье в одном из сельских населённых пунктов Адигенского района, Грузинская ССР. Окончила местную сельскую школу. С 1950 по 1953 года — рядовая колхозница колхоза имени Хамзы Букинского района, с 1954 по 1959 года — звеньевая хлопководческого звена колхоза имени Хрущёва Букинского района.
В 1956 году звено под её руководством собрало ручным способом в среднем с каждого гектара по 35 центнеров хлопка-сырца. Указом Президиума Верховного Совета СССР «О присвоении звания Героя Социалистического Труда колхозникам, колхозницам, работникам машинно-тракторных станций, совхозов, партийным и советским работникам Узбекской ССР» от 11 января 1957 года удостоена звания Героя Социалистического Труда за «выдающиеся успехи, достигнутые в деле развития советского хлопководства, широкое применение достижений науки и передового опыта в возделывании хлопчатника и получение высоких и устойчивых урожаев хлопка-сырца» с вручением ордена Ленина и золотой медали «Серп и Молот».
В 1958 году звено Саодат Гульахмедовой собрало машинным способом в среднем с каждого гектара по 150 центнеров хлопка-сырца. С 1958 года — член КПСС. С 1960 по 1962 года — бригадир хлопководческой бригады колхоза имени Ахунбабаева. С 1963 по 1964 года была бригадиром хлопководческой бригады в колхозе имени Хамзы. В 1964 году её бригада сдала колхозу в среднем с каждого гектара по 50 центнеров хлопка-сырца с 110 гектаров. С 1965 года — заведующая участкового паспортного стола в колхозе.
Участвовала во Всесоюзной выставке ВДНХ. Избиралась делегатом XVI съезда Компартии Узбекистана и XXII съезда КПСС.
Дальнейшая судьба неизвестна.
Награды
- Герой Социалистического Труда
- Орден Ленина
- Золотая и серебряная медали ВДНХ.